# Oxyagrion basale
Oxyagrion basale là một loài chuồn chuồn kim trong họ Coenagrionidae.
Oxyagrion basale được Selys miêu tả khoa học năm 1876.